# شيلا فيرغسون
شيلا فيرغسون (بالإنجليزية: Sheila Ferguson)‏ هي مؤلفة ومغنية أمريكية، ولدت في 8 أكتوبر 1947 في فيلادلفيا في الولايات المتحدة.

## وصلات خارجية
- الموقع الرسمي
- شيلا فيرغسون على موقع IMDb (الإنجليزية)
- شيلا فيرغسون على موقع ميوزك برينز (الإنجليزية)
- شيلا فيرغسون على موقع أول ميوزيك (الإنجليزية)
- شيلا فيرغسون على موقع ديسكوغز (الإنجليزية)
- شيلا فيرغسون على موقع قاعدة بيانات الفيلم (الإنجليزية)